# Sussex County (Delaware)
 For alternative betydninger, se Sussex County. (Se også artikler, som begynder med Sussex County)
Sussex County er et county i den sydlige del af delstaten Delaware i USA. Hovedbyen er Georgetown. I år 2000 var indbyggertallet 156.638, men det skønnes, at det i 2005 er steget til 176.548, en stigning på 12,7%.
Sussex County er Delawares største county efter areal. Den første europæiske bosættelse i delstaten skete i 1631 nær hvad der nu er byen Lewes. Sussex County blev oprettet i 1683.

## Geografi
Ifølge den officielle opgørelse har Sussex County et samlet areal på 3.097 km², hvoraf 668 km² (21.58%) er vand.
Den østlige del af amtet er præget af strande og feriebyer. Den vestlige del er centret for Delawares landbrugsområder.

### Tilgrænsende amter
- Kent County – nord
- Cape May County – nordøst¹
- Worcester County – syd
- Dorchester County – sydvest
- Wicomico County – sydvest
- Caroline County – nordvest

¹ over Delaware Bay; ingen landgrænse

## Byer
- Bethany Beach
- Bethel
- Blades
- Bridgeville
- Dagsboro
- Delmar (en del af Delmar ligger i Maryland)
- Dewey Beach
- Ellendale
- Fenwick Island
- Frankford
- Georgetown
- Greenwood
- Gumboro
- Henlopen Acres
- Laurel
- Lewes
- Lincoln
- Long Neck
- Milford (en del af Milford ligger i Kent County)
- Millsboro
- Millville
- Milton
- Ocean View
- Rehoboth Beach
- Seaford
- Selbyville
- Slaughter Beach
- South Bethany